# Canton de Gonesse
Le canton de Gonesse est une ancienne division administrative française, située dans le département du Val-d'Oise et la région Île-de-France.

## Composition

### De la création du canton à 1967
Communes de : Arnouville-lès-Gonesse, Bonneuil-en-France, Garges-lès-Gonesse, Goussainville, Roissy-en-France, Le Thillay et Vaud'herland.

### De 1967 à 2015
Le canton de Gonesse comprenait neuf communes jusqu'en mars 2015 :
| Nom                      | Code Insee | Intercommunalité         | Superficie (km2) | Population (dernière pop. légale) | Densité (hab./km2) |
| ------------------------ | ---------- | ------------------------ | ---------------- | --------------------------------- | ------------------ |
| Gonesse (chef-lieu)      | 95277      | CA Roissy Pays de France | 20,09            | 26 020 (2014)                     | 1 295              |
| Bouqueval                | 95094      | CA Roissy Pays de France | 2,81             | 319 (2014)                        | 114                |
| Chennevières-lès-Louvres | 95154      | CA Roissy Pays de France | 4,58             | 317 (2014)                        | 69                 |
| Épiais-lès-Louvres       | 95212      | CA Roissy Pays de France | 3,42             | 116 (2014)                        | 34                 |
| Le Thillay               | 95612      | CA Roissy Pays de France | 3,94             | 4 154 (2014)                      | 1 054              |
| Roissy-en-France         | 95527      | CA Roissy Pays de France | 14,09            | 2 854 (2014)                      | 203                |
| Vaudherland              | 95633      | CA Roissy Pays de France | 0,09             | 78 (2014)                         | 867                |
| Vémars                   | 95641      | CA Roissy Pays de France | 8,18             | 2 359 (2014)                      | 288                |
| Villeron                 | 95675      | CA Roissy Pays de France | 5,61             | 758 (2014)                        | 135                |

## Représentation

### Conseillers généraux de 1833 à 1967 (Seine-et-Oise) et de 1967 à 2015 (Val-d'Oise)
| Période | Période                    | Identité                          | Étiquette   | Qualité |
| ------- | -------------------------- | --------------------------------- | ----------- | --- |
| 1833    | 1845 (décès)               | Pierre-Noël Duvivier              |             | Maire de Garges (1815-1822 et 1830-1845) |
| 1845    | 1852                       | Nicolas Christophe Poiret         |             | Juge de paix à Gonesse Propriétaire à Roissy, conseiller d'arrondissement |
| 1852    | 1853 (démission)           | Comte Alfred de Laugier-Villars   |             | Officier Maire de Gagny (1848-1853) |
| 1853    | 1871                       | Pierre Philippe Christophe Poiret |             | Notaire, maire de Gonesse |
| 1871    | 1874                       | Charles Desnos                    |             | Ingénieur civil, maire de Montfermeil |
| 1874    | 1880                       | Adrien Maréchal                   | Républicain | Pharmacien, maire de Gonesse |
| 1880    | 1882                       | Henri Marc Vermeil                | Républicain | Médecin, ancien maire de Neuilly-sur-Marne Elu en 1882 dans le Canton du Raincy |
| 1882    | 1898                       | Eustache Fontaine                 | Républicain | Propriétaire agriculteur Maire d'Arnouville |
| 1898    | 1913 (décès)               | Pierre Victor Colin               | Rad.        | Maire de Gonesse (1884-?), conseiller d'arrondissement |
| 1913    | 1918 (décès)               | Augustin Moreau                   | Rad.        | Maire de Sevran (1906-1918), conseiller d'arrondissement |
| 1918    | 1919                       | siège vacant                      |             | |
| 1919    | 1922                       | Stanislas Bance (1859-1930)       | Rad.-RG     | Maire d'Arnouville-lès-Gonesse (1899-1929) |
| 1922    | 1934                       | Ernest Harmand                    | Rad.        | Maire de Goussainville (1919-1934) |
| 1934    | 1940 (déchu de son mandat) | Antoine Demusois                  | PC-SFIC     | Employé S.N.C.F. Maire d'Arnouville-lès-Gonesse (1934-1941) Député (1936-1940) Révoqué en 1939 (décrets Daladier)                                                                                                  |
|         |                            |                                   |             | |
| 1943    | 1945                       | Pierre Cathala                    |             | Avocat Ancien député (1928-1936), ancien ministre Président de la délégation spéciale de Bonneuil-en-France Nommé conseiller départemental en 1943 Président du Conseil départemental de Seine-et-Oise (1943-1945) |
| 1943    | 1945                       | Raymond Tétard                    |             | Agriculteur, maire de Tremblay-lès-Gonesse Membre de la Commission administrative départementale de Seine-et-Oise (1941-1943) Nommé conseiller départemental en 1943                                               |
|         |                            |                                   |             | |
| 1945    | 1951                       | Antoine Demusois                  | PCF         | Employé S.N.C.F. Maire d'Arnouville-lès-Gonesse (1934-1941 et 1945-1947) Député (1936-1940, 1945-1948 et 1951-1958) Sénateur (1948-1951)                                                                           |
| 1951    | 1967                       | Paul Mazurier                     | SFIO        | Publiciste Maire d'Arnouville-lès-Gonesse (1947-1976) Député (1958-1962) |
| 1967    | 1976                       | Roger Gaston (1920-1985)          | PCF         | Forgeron Maire de Goussainville (1953-1983) Elu en 1976 dans le Canton de Goussainville |
| 1976    | 1998                       | Bernard Février                   | DVD         | Pharmacien Maire de Gonesse (1971-1995) |
| 1998    | 2011                       | Viviane Gris                      | PS          | Conseillère socio-éducative Première adjointe au maire de Gonesse (depuis 1995) Vice-Présidente du Conseil Général                                                                                                 |
| 2011    | 2015                       | Cédric Sabouret                   | PS          | Conseiller municipal de Gonesse (depuis 2008) Benjamin du Conseil Général Elu en 2015 dans le Canton de Villiers-le-Bel                                                                                            |

### Conseillers d'arrondissement (de 1833 à 1940)
Le canton de Gonesse appartenait à l'arrondissement de Pontoise (Seine-et-Oise).
Il avait deux conseillers d'arrondissement de 1871 à 1882.
| Période                                  | Période      | Identité                                     | Étiquette | Qualité |
| ---------------------------------------- | ------------ | -------------------------------------------- | --------- | --- |
| 1833                                     | 1845         | Nicolas Christophe Poiret                    |           | Juge de paix à Gonesse, propriétaire, cultivateur, Roissy                                                                            |
| 1845                                     | 1848         | François Collinet Destors                    |           | Meunier et négociant au Thillay |
|                                          |              |                                              |           | |
| 1848                                     | 1871         | Pierre François Alexandre Turlin (1793-1874) |           | Ancien notaire à Livry |
| 1852                                     |              | François Collinet Destors                    |           | Meunier et négociant au Thillay |
|                                          |              |                                              |           | |
| 1864                                     | 1877         | Victor Alphonse Frappart (1810-1893)         |           | Maire de Goussainville (1852-1878)                                                                                                   |
| 1871                                     | 1877         | Jean Dufailly                                |           | Maire du Raincy (1871-1873) |
| 1877                                     | 1878 (décès) | Michel Royer (1821-1878)                     |           | Maire de Gagny (1876-1878) |
| 1877                                     | 1882         | Ferdinand Louis Dieudonné                    | Libéral   | Négociant au Raincy, élu dans le Canton du Raincy                                                                                    |
| 1880                                     | 1882         | Édouard Smith                                |           | Propriétaire avenue de Friedland à Paris, conseiller municipal et ancien maire (1875-1879) de Vaujours                               |
| 1882                                     | 1895         | M. Robinet                                   |           | Propriétaire, maire de Roissy |
| 1895                                     | 1898         | Pierre Victor Colin                          | Radical   | Maire de Gonesse |
| 1898                                     | 1901         | Charles-Joseph Bonnemain                     |           | Marchand de vins, épicier, conseiller municipal de Tremblay-lès-Gonesse                                                              |
| 1901                                     | 1907         | René Billaudot                               | Droite    | Agriculteur à Gonesse |
| 1907                                     | 1913         | Augustin Moreau                              | Radical   | Maire de Sevran |
| 1913                                     | 1919         | Stanislas Bance                              |           | Maire d'Arnouville-lès-Gonesse (1899-1929)                                                                                           |
| 1919                                     | 1922         | Jules Princet (1873-1924)                    | Radical   | Littérateur, directeur de L'Impartial, maire d'Aulnay-sous-Bois (1919-1924)                                                          |
| 1922                                     | 1934         | François Farge                               |           | Propriétaire à Garges-lès-Gonesse et à Saint-Denis                                                                                   |
| 1934                                     | 1940         | Marcel Peyralbe (1892-1966)                  | PC-SFIC   | Tourneur sur métaux, Gonesse Déchu de son mandat en 1939, déporté à Buchenwald Élu conseiller général du canton de Luzarches en 1945 |
| 1940                                     |              |                                              |           | Les conseils d'arrondissement ont été suspendus par la loi du 12 octobre 1940 et n'ont jamais été réactivés                          |
| Les données manquantes sont à compléter. |              |                                              |           | |

## Démographie
| 1962   | 1968   | 1975   | 1982   | 1990   | 1999   | 2006   | 2011   | 2012   |
| ------ | ------ | ------ | ------ | ------ | ------ | ------ | ------ | ------ |
| 13 283 | 26 798 | 27 355 | 28 835 | 31 744 | 34 172 | 36 202 | 37 405 | 37 150 |